# Jan Bergström (militär född 1945)
Jan Olof Bergström, född 27 april 1945 i Sollefteå församling i Västernorrlands län, är en svensk militär.

## Biografi
Bergström avlade officersexamen 1972 och utnämndes samma år till officer vid Norrlands trängregemente, där han befordrades till kapten 1976. Han gick Allmänna stabskursen på Armélinjen vid Militärhögskolan 1979–1980, var kompanichef vid Norrlands trängregemente 1981–1982, gick Högre stabskursen på Armélinjen vid Militärhögskolan 1982–1984, befordrades till major 1983, var ställföreträdande bataljonschef vid Norrlands trängregemente 1984–1986, inträdde i Generalstabskåren 1986, tjänstgjorde vid staben i Nedre Norrlands militärområde 1986–1987 och var detaljchef vid Försvarsstaben 1987–1988. Han tjänstgjorde därefter åter vid staben i Nedre Norrlands militärområde: först som avdelningschef 1988–1990, varpå han befordrades till överstelöjtnant och var sektionschef 1990–1992. Därefter utnämndes han till överstelöjtnant med särskild tjänsteställning och var utbildningsledare vid Arméns tekniska skola 1992–1993 samt kvartermästare vid staben i Nedre norra arméfördelningen 1993–1994. Bergström befordrades till överste vid Norrlands trängregemente 1994, varpå han var stabschef vid staben i Nedre norra arméfördelningen 1994–1996, chef för Norrlands trängkår 1996–1998 och chef för Arméns tekniska skola från 1998–2001.